# Conferenza di Monaco sulla sicurezza del 2025
La 61ª Conferenza di Monaco sulla sicurezza (MSC 2025) è stata la riunione annuale della Conferenza di Monaco sulla sicurezza, che si è tenuta dal 14 al 16 febbraio 2025 presso l'Hotel Bayerischer di Monaco di Baviera.

## Partecipanti

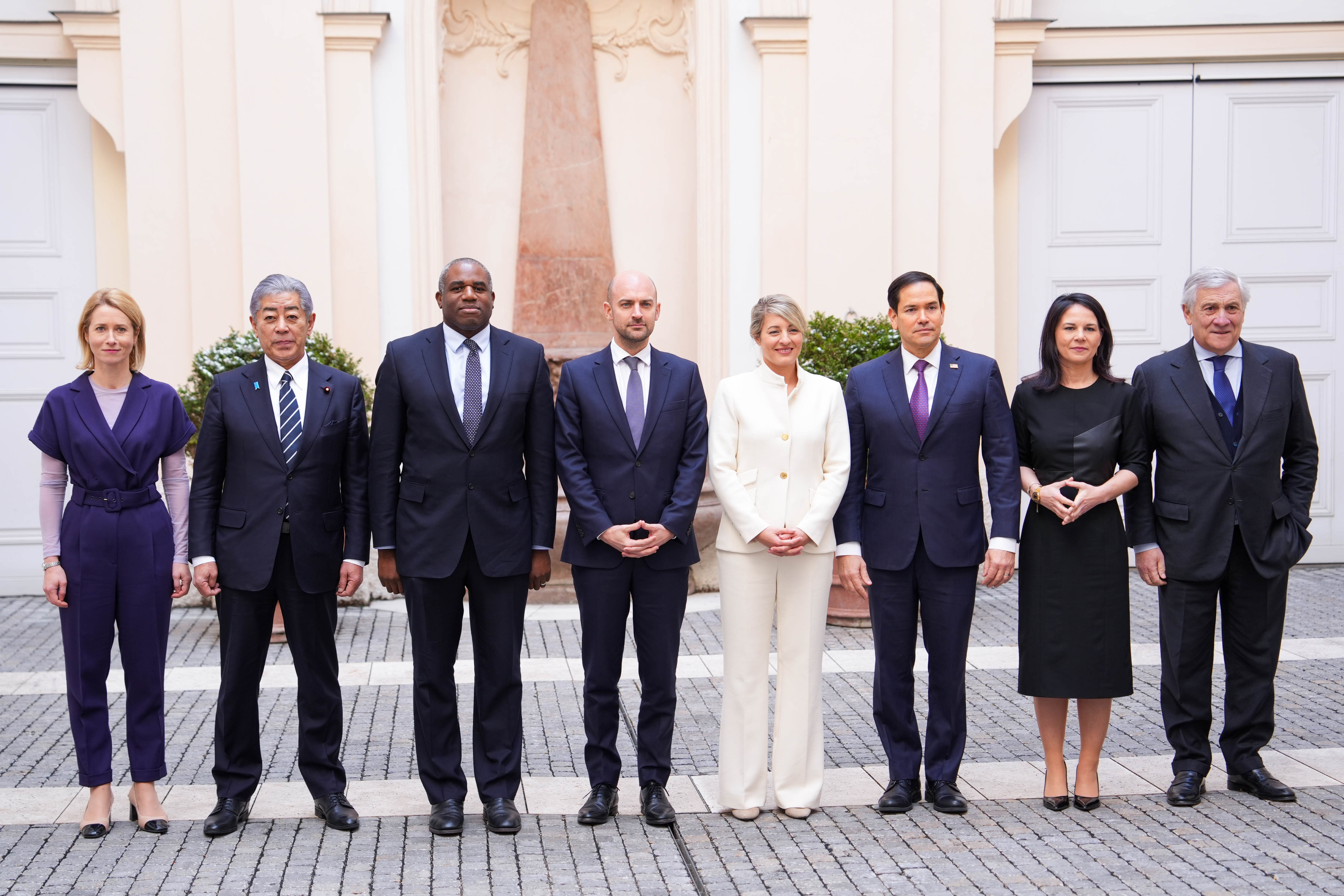
I ministri degli affari esteri del G7 e Kaja Kallas, Alto rappresentante dell'Unione europea per gli affari esteri e la politica di sicurezza

Hanno partecipato alla Conferenza, tra gli altri:
| Stato                                                      | Nominativo                | Carica |
| ---------------------------------------------------------- | ------------------------- | --- |
| Agenzia internazionale per l'energia atomica               | Rafael Grossi             | Segretario generale |
| Albania                                                    | Edi Rama                  | Primo ministro |
| Alto commissariato delle Nazioni Unite per i diritti umani | Volker Türk               | Alto commissario |
| Alto commissariato delle Nazioni Unite per i rifugiati     | Filippo Grandi            | Alto commissario |
| Canada                                                     | Mélanie Joly              | Ministro degli affari esteri |
| Rep. Ceca                                                  | Petr Pavel                | Presidente |
| Cina                                                       | Wang Yi                   | Ministro degli affari esteri |
| Comitato internazionale della Croce Rossa                  | Mirjana Spoljaric Egger   | Presidente |
| Conferenza delle Nazioni Unite sul commercio e lo sviluppo | Rebeca Grynspan           | Segretario generale |
| RD del Congo                                               | Félix Tshisekedi          | Presidente |
| Consiglio di coordinamento bielorusso                      | Svjatlana Cichanoŭskaja   | Presidente del Consiglio di coordinamento |
| Corea del Sud                                              | Cho Tae-yul               | Ministro degli affari esteri |
| Costa d'Avorio                                             | Téné Birahima Ouattara    | Ministro della difesa |
| Croazia                                                    | Andrej Plenković          | Presidente del governo |
| Europol                                                    | Catherine De Bolle        | Direttore esecutivo |
| Estonia                                                    | Alar Karis                | Presidente |
| Figi                                                       | Sitiveni Rabuka           | Primo ministro e ministro degli affari esteri |
| Finlandia                                                  | Alexander Stubb           | Presidente |
| Finlandia                                                  | Elina Valtonen            | Ministro degli affari esteri |
| Francia                                                    | Jean-Noël Barrot          | Ministro dell'Europa e degli affari esteri |
| Georgia                                                    | Salomé Zourabichvili      | Presidente |
| Germania                                                   | Frank-Walter Steinmeier   | Presidente federale |
| Germania                                                   | Olaf Scholz               | Cancelliere federale |
| Germania                                                   | Annalena Baerbock         | Ministro degli affari esteri |
| Germania                                                   | Boris Pistorius           | Ministro della difesa |
| Germania                                                   | Jörg Kukies               | Ministro delle finanze |
| Germania                                                   | Svenja Schulze            | Ministra della cooperazione economica e dello sviluppo |
| Germania                                                   | Markus Söder              | Ministro presidente della Baviera |
| Germania                                                   | Claudia Plattner          | Presidente dell'Ufficio federale per la sicurezza informatica |
| Ghana                                                      | John Dramani Mahama       | Presidente |
| Giappone                                                   | Takeshi Iwaya             | Ministro degli affari esteri |
| India                                                      | S. Jaishankar             | Ministro degli affari esteri |
| Islanda                                                    | Kristrún Frostadóttir     | Primo ministro |
| Israele                                                    | Gideon Sa'ar              | Ministro degli affari esteri |
| Italia                                                     | Antonio Tajani            | Ministro degli affari esteri e della cooperazione internazionale |
| Lettonia                                                   | Evika Siliņa              | Primo ministro |
| Liechtenstein                                              | Dominique Hasler          | Ministro degli affari esteri, dell'educazione e dello sport |
| Lituania                                                   | Gitanas Nausėda           | Presidente |
| Macedonia del Nord                                         | Hristijan Mickoski        | Presidente del governo |
| NATO                                                       | Mark Rutte                | Segretario generale |
| Nazioni Unite                                              | Sigrid Kaag               | Coordinatore speciale delle Nazioni Unite per il processo di pace in Medio Oriente ad interim e Coordinatore senior per gli aiuti umanitari e la ricostruzione di Gaza |
| Norvegia                                                   | Jonas Gahr Støre          | Ministro di Stato |
| Pakistan                                                   | Bilawal Bhutto Zardari    | ex Ministro degli affari esteri |
| Palestina                                                  | Mohammad Mustafa          | Primo ministro e ministro degli affari esteri |
| Polonia                                                    | Radosław Sikorski         | Ministro degli affari esteri |
| Polonia                                                    | Rafał Trzaskowski         | Sindaco di Varsavia |
| Regno Unito                                                | David Lammy               | Segretario di Stato per gli affari esteri, del Commonwealth e dello sviluppo                                                                                           |
| Regno Unito                                                | John Healey               | Segretario di Stato per la difesa |
| Regno Unito                                                | David Miliband            | Presidente dell'International Rescue Committee |
| Singapore                                                  | Ng Eng Hen                | Ministro della difesa |
| Slovenia                                                   | Tanja Fajon               | Vice primo ministro e ministro degli esteri e degli affari europei |
| Spagna                                                     | José Manuel Albares       | Ministro degli affari esteri, dell'Unione europea e della cooperazione                                                                                                 |
| Sudan                                                      | Ali Yousif Ahmed Alsharif | Ministro degli affari esteri |
| Stati Uniti                                                | J. D. Vance               | Vicepresidente |
| Stati Uniti                                                | Marco Rubio               | Segretario di Stato |
| Stati Uniti                                                | John Cornyn               | Senatore, Commissione ristretta sull'intelligence |
| Stati Uniti                                                | Lindsey Graham            | Senatore, Presidente della Commissione per il bilancio |
| Stati Uniti                                                | Jeanne Shaheen            | Senatrice, Commissione delle relazioni estere |
| Stati Uniti                                                | Elissa Slotkin            | Senatrice, Commissioe delle forze armate |
| Stati Uniti                                                | Mark R. Warner            | Senatore, Vicepresidente della Commissione ristretta sull'intelligence                                                                                                 |
| Stati Uniti                                                | Sheldon Whitehouse        | Senatore, Commissione ambiente e lavori pubblici |
| Svezia                                                     | Maria Malmer Stenergard   | Ministro degli affari esteri |
| Ucraina                                                    | Volodymyr Zelens'kyj      | Presidente |
| Unione europea                                             | Ursula von der Leyen      | Presidente della Commissione europea |
| Unione europea                                             | Roberta Metsola           | Presidente del Parlamento europeo |
| Unione europea                                             | Kaja Kallas               | Alto rappresentante dell'Unione per gli affari esteri e la politica di sicurezza                                                                                       |
| Unione europea                                             | Henna Virkkunen           | Commissaria alla sovranità tecnologica, sicurezza e democrazia |
| Unione europea                                             | Wopke Hoekstra            | Commissario per il clima, emissioni zero e crescita economica pulita                                                                                                   |
| Unione europea                                             | Ekaterina Zaharieva       | Commissario europeo per l'avviamento imprenditoriale, la ricerca e l'innovazione                                                                                       |
| Yemen                                                      | Tawakkul Karman           | Giornalista, Premio Nobel per la pace 2011 |

## Multipolarizzazione
Multipolarizzazione (o multipolarità) è la parola chiave del Rapporto sulla sicurezza di Monaco 2025, pubblicato il 10 febbraio 2025, che funge da base per la discussione dell'evento. Il rapporto contiene un resoconto delle «conseguenze di vasta portata della multipolarizzazione dell’ordine internazionale». Altri argomenti trattati: sfide alla sicurezza globale, governance globale, resilienza democratica, sicurezza climatica, stato dell'ordine internazionale, conflitti e crisi regionali, il futuro del partenariato transatlantico e il ruolo dell'Europa nel mondo.

## La Conferenza
La Conferenza è stata aperta il 14 febbraio 2025 dal presidente della Conferenza, Christoph Heusgen, a cui sono seguiti i saluti di Frank-Walter Steinmeier, presidente federale della Germania, e di Markus Söder, presidente della Baviera.

### Vicepresidente USA Vance
Dopo l'intervento di Ursula von der Leyen, presidente della Commissione europea, sul tema The EU in the World (L'Unione europea nel mondo), la parola è passata al vicepresidente degli Stati Uniti J. D. Vance sul tema The U.S. in the World (Gli Stati Uniti nel mondo).
A differenza di von der Leyen, nell'intervento di Vance non c'erano né domande né moderazione. Nel suo discorso, tra lo stupore dei presenti, Vance ha dedicato alla guerra in Ucraina un solo passaggio. Le questioni relative alla politica degli armamenti sono state brevemente affrontate e le questioni relative alla politica di sicurezza non sono state discusse. Vance si è invece dedicato all'attuale politica interna europea.
Vance ha affermato: «...la minaccia che mi preoccupa di più nei confronti dell'Europa non è la Russia, non è la Cina, non è nessun altro attore esterno. Ciò che mi preoccupa è la minaccia dall'interno». Per quasi venti minuti ha accusato gli europei di avere una falsa concezione della democrazia, che in Europa la libertà di parola è «in ritirata».
Ha anche criticato gli organizzatori della Conferenza che non avrebbero reso possibile il dialogo non invitando rappresentanti dei partiti populisti di sinistra e di destra. Infatti, Bündnis Sahra Wagenknecht (BSW) e Alternative für Deutschland (AfD) sono stati esclusi dalla partecipazione.
Vance ha invitato i politici europei a prestare maggiore attenzione alle voci della popolazione: «Se scappate per paura dei vostri elettori, non c'è niente che l'America possa fare per voi».
Secondo Vance l'Europa deve anche combattere la censura, che metterebbe a tacere le voci dissonanti, e invitato ad adottare politiche migratorie più severe, la «sfida [...] più urgente».

#### Reazioni
Il cristiano-democratico tedesco Friedrich Merz ha criticato l'interferenza di Vance nelle elezioni tedesche, ha respinto l'accusa di Vance di un deficit di valori in Europa, affermando che la regolamentazione legale dell'incitamento all'odio e delle notizie false da parte di tribunali indipendenti è assolutamente appropriata, sottolineando che in Germania ai giornalisti non sarebbe mai stato negato l'accesso alla cancelleria, in riferimento al fatto che al personale dell'Associated Press è stato negato l'accesso alla Casa Bianca e all'Air Force One per la loro scelta di continuare a chiamare Golfo del Messico anziché Golfo d'America come deciso da Trump.
La liberal democratica tedesca Marie-Agnes Strack-Zimmermann ha definito il discorso di Vance una «bizzarra immersione intellettuale».
Il cancelliere federale Olaf Scholz ha affermato: «...non accetteremo che estranei interferiscano con la nostra democrazia, con le nostre elezioni e con la formazione democratica delle opinioni a sostegno e a beneficio di questo partito... non è appropriato – soprattutto tra amici e alleati, e lo rifiutiamo fermamente».
Scholz ha anche affermato che «i partiti democratici in Germania "hanno un consenso comune" a causa delle esperienze con il nazionalsocialismo: quel consenso è la protezione contro i partiti di estrema destra», sottolineando che «la Repubblica federale è una democrazia che si è realizzata dall'opposizione al nazionalsocialismo e al fascismo»; il nazionalsocialismo e i suoi mostruosi crimini sono stati banalizzati dagli esponenti dell'AfD come «una macchiolina di merda d'uccello nella storia tedesca», che «l'impegno a "mai più", come ha detto Vance durante una visita al memoriale del campo di concentramento di Dachau, non può essere conciliato con il sostegno all'AfD», e che i tedeschi decidono da soli la loro democrazia.
Il ministro federale della difesa Boris Pistorius ha nettamente respinto le accuse rivolte da Vance con una risposta spontanea: «se ho capito bene, sta paragonando le condizioni di alcune parti d'Europa a quelle di regioni autoritarie... questo non è accettabile».
Il vicecancelliere Robert Habeck ha osservato che negli Stati Uniti sta emergendo «una nuova forma di classe sociale aristocratica tecnologica basata sul denaro» contro la quale servono risposte tedesche ed europee, e «ciò che Vance ha fatto ieri non sono affari suoi. Dobbiamo dirlo chiaramente. Non sono affari tuoi [...] Occupati dei vostri affari, ci sono già abbastanza sfide negli Stati Uniti».
Il ministro federale degli affari esteri Annalena Baerbock ha osservato: «Coloro che sono sulla difensiva combattono contro i nemici della propria democrazia. E il nostro più grande nemico – e qui probabilmente non sono d'accordo con il discorso [di Vance] di ieri – è la Russia. [...] Tutti nel mondo devono decidere se stare dalla parte del mondo libero o dalla parte di coloro che combattono contro il mondo libero».
L'estone Kaja Kallas, Alto rappresentante dell'Unione europea per gli affari esteri e la politica di sicurezza, ha commentato: «Ascoltando il suo discorso, sembra che cerchi di litigare con noi, ma noi non vogliamo litigare con i nostri amici. [...] Abbiamo altre minacce provenienti dall'esterno».

#### Incontri bilaterali
Nei giorni della Conferenza, Vance non ha incontrato il cancelliere Scholz (un collaboratore del vicepresidente ha spiegato: «non sarà cancelliere ancora per molto»), ma ha incontrato il leader dell'opposizione e candidato alla cancelleria Friedrich Merz.
In un hotel esterno alla Conferenza Vance ha incontrato Alice Weidel, benché non invitata, leader dell'AfD e candidata alla cancelleria, spezzando così il cordone sanitario contro l'estrema destra tedesca.

### Ucraina
Nel primo giorno della Conferenza il presidente ucraino Volodymyr Zelens'kyj si è incontrato con il vicepresidente statunitense J. D. Vance, chiedendo «garanzie di sicurezza» prima di avviare i colloqui di pace con la Russia. Zelens'kyj ha pure incontrato numerosi senatori degli Stati Uniti di entrambi i partiti.
Mark Rutte, segretario generale della NATO, ha affermato che i paesi europei devono elaborare piani per l'Ucraina se desiderano svolgere un ruolo importante nelle discussioni su una soluzione di pace per la guerra Russia-Ucraina.
In merito all'Ucraina, il cancelliere Olaf Scholz ha affermato che una pace dettata non è accettabile e deve essere preservata l'indipendenza dell'Ucraina. Ciò deve riflettersi anche nei negoziati: «niente sull'Ucraina senza l'Ucraina». Scholz ha inoltre affermato: «I confini non possono essere spostati con la forza. Questo principio deve valere sempre e dovunque per tutti».

### Spesa per la difesa
Allo stato attuale, ogni ulteriore punto percentuale di aumento della spesa per la difesa della NATO, oltre il 2% del PIL, rappresenta per la Germania 43 miliardi di euro in più all'anno. Nel suo discorso Scholz si è espresso a favore di una riforma del freno del debito dopo le elezioni federali del 23 febbraio 2025 come investimento nella sicurezza esterna. 
Scholz ha sottolineato l'importanza di un'industria europea degli armamenti forte con una produzione permanente dei tipi più importanti di munizioni e armi in Europa. La cooperazione tra le imprese europee della difesa non dovrebbe essere limitata inutilmente. L'integrazione transatlantica delle industrie europee della difesa non è quindi obsoleta ed è ancora importante. Scholz ha proposto di introdurre un'eccezione nel patto di stabilità dell'Unione europea per tutti gli investimenti in equipaggiamenti di difesa che superano il precedente obiettivo NATO del 2%, per un periodo limitato e mantenendo la solidità fiscale di tutti gli Stati membri dell'Unione. Tuttavia, alcuni Stati membri dell'Unione europea hanno un debito nazionale elevato.

### Il ministro cinese Wang Yi
Il ministro cinese degli affari esteri Wang Yi ha ripreso il tema della «multipolarizzazione» segnalando che «un mondo multipolare non è solo un’inevitabilità storica, sta anche diventando una realtà» e che «dovremmo lavorare per un mondo multipolare equo e ordinato».
L'intervento di Wang Yi si è sviluppato in quattro punti:
1. l'importanza di sostenere la parità di trattamento;
2. l'importanza di rispettare lo stato di diritto internazionale;
3. l'importanza di praticare il multilateralismo;
4. l'importanza di perseguire l'apertura e il vantaggio reciproco;

concludendo che «la Cina ha sempre visto nell'Europa un polo importante nel mondo multipolare. Le due parti sono partner, non rivali».

### Middle East Consultation Group (MECG)
L'8 dicembre 2024 la Conferenza di Monaco sulla sicurezza ha lanciato il Middle East Consultation Group (MECG) con una riunione tenutasi a margine del Doha Forum in Qatar.
La Conferenza sulla sicurezza del 2025 ha organizzato il Middle East Consultation Group che riunisce politici ed esperti di alto livello attivi della regione e oltre, per impegnarsi sulle sfide urgenti che il Medio Oriente deve affrontare.